# Legitimismo francês

Brasão de armas da França durante a Restauração Bourbon

Legitimismo francês, movimento político ou legitimistas franceses (francês: Légitimistes) são monarquistas que aderem aos direitos de sucessão dinástica à coroa francesa dos descendentes do ramo mais antigo da dinastia Bourbon, que foi derrubada na Revolução de julho de 1830. Eles rejeitam a reivindicação da Monarquia de Julho de 1830-1848 que colocou Luís Filipe I, chefe do ramo cadete de Orléans da dinastia Bourbon, no trono até que ele também fosse destronado com sua família para o exílio.
Após o movimento dos ultrarrealistas durante a Restauração Bourbon de 1814, os legitimistas passaram a formar uma das três principais facções de direita na França, caracterizada principalmente por suas visões contrarrevolucionárias.
Os legitimistas acreditam que as regras tradicionais de sucessão, baseadas na lei sálica, determinam o legítimo rei da França. O último rei governante que os legitimistas reconhecem como legítimo foi Carlos X, e quando a linha de seus herdeiros foi extinta em 1883 com a morte de seu neto Henri, conde de Chambord, o herdeiro mais antigo do trono sob essas regras tradicionais era o Infante Juan, conde de Montizón, descendente de Luís XIV através de seu neto Filipe V da Espanha. O fato de todos os requerentes do Legitimismo francês desde 1883 terem sido membros da dinastia real espanhola, a alegação de que sua descendência patrilinear de Luís XIV está em questão desde 1936, e a crença de que Filipe V renunciou às reivindicações ao trono francês para si e seu herdeiro masculino no Tratado de Utrecht, são todas irrelevantes para o legitimismo; no entanto, esses fatos levaram outros monarquistas franceses a apoiar a linha de Orléans, que seria o próximo na linha tradicional de sucessão se os herdeiros de Filipe fossem excluídos, ou apoiar a família Bonaparte.

Estandarte real a ser hasteado na presença do rei da França, com o brasão do pretendente legitimista criado por Hervé Pinoteau

Atualmente, em 2023, o pretendente legitimista é o príncipe Luís Afonso, Duque de Anjou, bisneto sênior de Alfonso XIII da Espanha por primogenitura masculina, cuja linhagem foi excluída da sucessão espanhola.

## Outros movimentos legitimistas
Outras facções monárquicas tradicionalistas e contrarrevolucionárias europeias, que se tornaram opositoras aos regimes dos seus respectivos países, após terem sido derrubadas por conflito político armado, nomeadamente, por via de guerra civil:
- Carlismo
- Jacobitismo
- Miguelismo
- Partido Legitimista